# الحرب الأهلية الجيبوتية
الحرب الأهلية الجيبوتية (المعروفة أيضًا باسم تمرد عفر) كانت نزاعًا في جيبوتي دام منذ عام 1991 وحتى عام 1994 وأسفر عن سقوط آلاف القتلى. أدى تشارك السلطة غير العادل بين العيسى والعفر إلى حدوث الحرب الأهلية التي عصفت بالبلاد مدة ثلاث سنوات.

## خلفية
في 11 مارس عام 1862، عقدت الحكومة الفرنسية اتفاقًا مع السلطان العفاري رايتا ديني أحمد. سمح السلطان أحمد استعمال أراضيه في أبخ مقابل 10 آلاف ثالر، أي ما يعادل 55,000 فرنك فرنسي تقريبًا. كانت هذه بداية حقبة الاستعمار الفرنسي في المنطقة، واستخدم المعاهدةَ قبطان فلوريو دو لانغل لاستعمار الجزء الجنوبي من خليج تجرة.
منذ الحكم الفرنسي على الأقل، كانت هناك توترات عرقية في جيبوتي بين العيسى والعفر، أولًا باعتبارها أرض الصومال الفرنسي ثم باعتبارها إقليم العفر والعيسى الفرنسي. بعد الاستقلال في عام 1977، حكم جيبوتي حزب التجمع الشعبي من أجل التقدم الذي كان يسيطر عليه العيسى، وكان حكمهم لها منذ عام 1981 بوصفها دولة ذات حزب واحد، حزب التجمع الشعبي من أجل التقدم، هو الحزب الوحيد المفوض. شعر العديد من العفر بأنهم مهمشون.
في الوقت نفسه في عام 1991، أُطيح بالحكومات الاستبدادية للدول المجاورة، مثل حكومة سياد بري في الصومال ومنغستو هيلا مريام في إثيوبيا. نالت إريتريا أيضًا استقلالها من جمهورية إثيوبيا الديمقراطية الشعبية.
في نهاية ثمانينيات القرن العشرين، نظمت حركة التحرير الشعبية (إم بّي إل) هجمات ضد الحكومة. في عام 1991، أُسست العديد من حركات المعارضة: جبهة المقاومة الوطنية الجيبوتية (إف آر دي بّي)، وتحالف القوى من أجل الديمقراطية (إيه إف دي)، والعمل من أجل نقد النظام في جيبوتي (آرود). في منتصف عام 1991، أعاد العديد منهم تجميع صفوفهم في منظمة جديدة: جبهة استعادة الوحدة والديمقراطية (فرود).

## نشوب الحرب
في شهر مايو من عام 1991، توجه آلاف الجنود الإثيوبيين إلى إقليم جيبوتي بعد سقوط حكومة ديرغ (الحكومة الإثيوبية السابقة). أُعيدوا إلى إثيوبيا تحت إشراف القوات الجيبوتية والفرنسية، لكنهم تركوا وراءهم الكثير من الأسلحة. في بداية شهر أكتوبر من عام 1991، أطلقت المنظمة الثورية المسماة جبهة استعادة الوحدة والديمقراطية (فرود) حربَ عصابات ضد الحكومة، مطالبةً بمشاركة سياسية أكبر للعفر.
اندلعت معارك بين قوات الحكومة ومتمرّدي فرود في إقليم دخيل في غربي جيبوتي في شهر أكتوبر، وأسرت القوات الجيبوتية منذ الأيام الأولى لاندلاع المعارك، وتحديدًا في ليلة 15-16 نوفمبر 1991، 232 فردًا في منطقة أبخ. وقد كانوا بشكل رئيسي من عفر إريتريا وميليشيا نظام ديرغ سابقًا.
بهدف غسل العار، شنّت جبهة فرود في 21 نوفمبر عام 1991 هجومًا على بلدة أبخ وقوات حمايتها، وبعد يوم طويل من القتال العنيف سحقهم الجنود الجيبوتيون وانتصروا في المعركة. لاحقًا، حدثت عدة معارك بين الجيش الوطني وميليشيا فرود، ما أسفر عن خسائر كبيرة لكلا الطرفين. استولى التمرد (فرود) على جميع المواقع العسكرية في شمال البلاد وحاصر مدينتي تاجورة وأبخ.
اشتبكت القوات الحكومية ومتمردو فرود بالقرب من تاجورة في 3-4 يناير عام 1992، ما أدى إلى مقتل 150 متمردًا وثلاثة جنود، واشتبكوا أيضًا في مناطق غاغاده وخراب وبيقنيب بتاريخ 17-18 يناير عام 1992، ما أدى إلى مقتل نحو 150 متمردًا و16 جنديًا.
كان القتال خلال الحرب بشكل رئيسي في شمال البلاد باستثناء حادثة العاصمة، وهو العام الذي دخلت فيه القوات الحكومية بتاريخ 18 ديسمبر عام 1991 منطقة أرحيبا التي يقطنها العفر، وفتحوا النار على حشود من الناس. قتلوا في الوقت نفسه 59 شخصًا على الأقل، مسببين استقالات كبيرة للممثلين العفر من التجمع الوطني في الاحتجاج ومحرضين نزاعاتٍ داخل التجمع الشعبي من أجل التقدم نفسه. في شهر فبراير من عام 1992، نُشرت بعض القوات الفرنسية في الشمال لمساعدة القوات الحكومية. هاجم نحو 3000 متمرد (تابعين للفرود) مؤسسات حكومية في دخيل لكن تم التصدي لهم.
حاولت فرنسا التوسط بين الحكومة والمتمردين، لكن فشلت جميع المحاولات لتنظيم نقاشات مثل هذه (منذ نوفمبر عام 1992 وحتى مايو عام 1993). ردت الحكومة من خلال زيادة قواتها المسلحة من 5,000 إلى 20,000 رجل واستدعت احتياطاتها، وكانت مدعومة من فرنسا ببعض المعدات العسكرية.
في 5 يوليو عام 1995، أطلقت الحكومة هجومًا مضادًا كبيرًا في المناطق التي تخضع لسيطرة المتمردين: وقعت القاعدة الرئيسية لفرود، الموجودة في آسا غويلا، تحت سيطرة الحكومة، التي استعادت الكثير من الأراضي بما فيها مدن بالهو، ودرة، ورندا، لتجبر المتمردين على الرجوع إلى الجبال على حدود إريتريا في الشمال واتخاذها ملجأً لهم. أُجبر السكان الذين يعيشون في منطقة المعارك والبالغ عددهم نحو 70 ألف مدني على مغادرة منازلهم مثلما أُجبر 30 ألف لاجئ خلف الحدود مع إريتريا وإقليم العفر الإثيوبي. ساهمت الحرب الأهلية في إعادة إدخال ديمقراطية تعدد الأحزاب في عام 1992 مع دستور جديد. كانت الحكومة تحاول فتح مفاوضات مع جبهة فرود المحاصرة على الحدود بين جيبوتي وإثيوبيا ولديها فقط عدة مئات من المسلحين. أُجريت انتخابات برلمانية ورئاسية في عامي 1992 و1993. بعد ذلك، انقسمت جبهة فرود حول مسألة مدى التعاون مع الحكومة. لكن استمرت أعمال حرب العصابات بالانتشار، واستنكرت المعارضة العديد من الانتهاكات بحق المدنيين.